# Equipo Kern Pharma

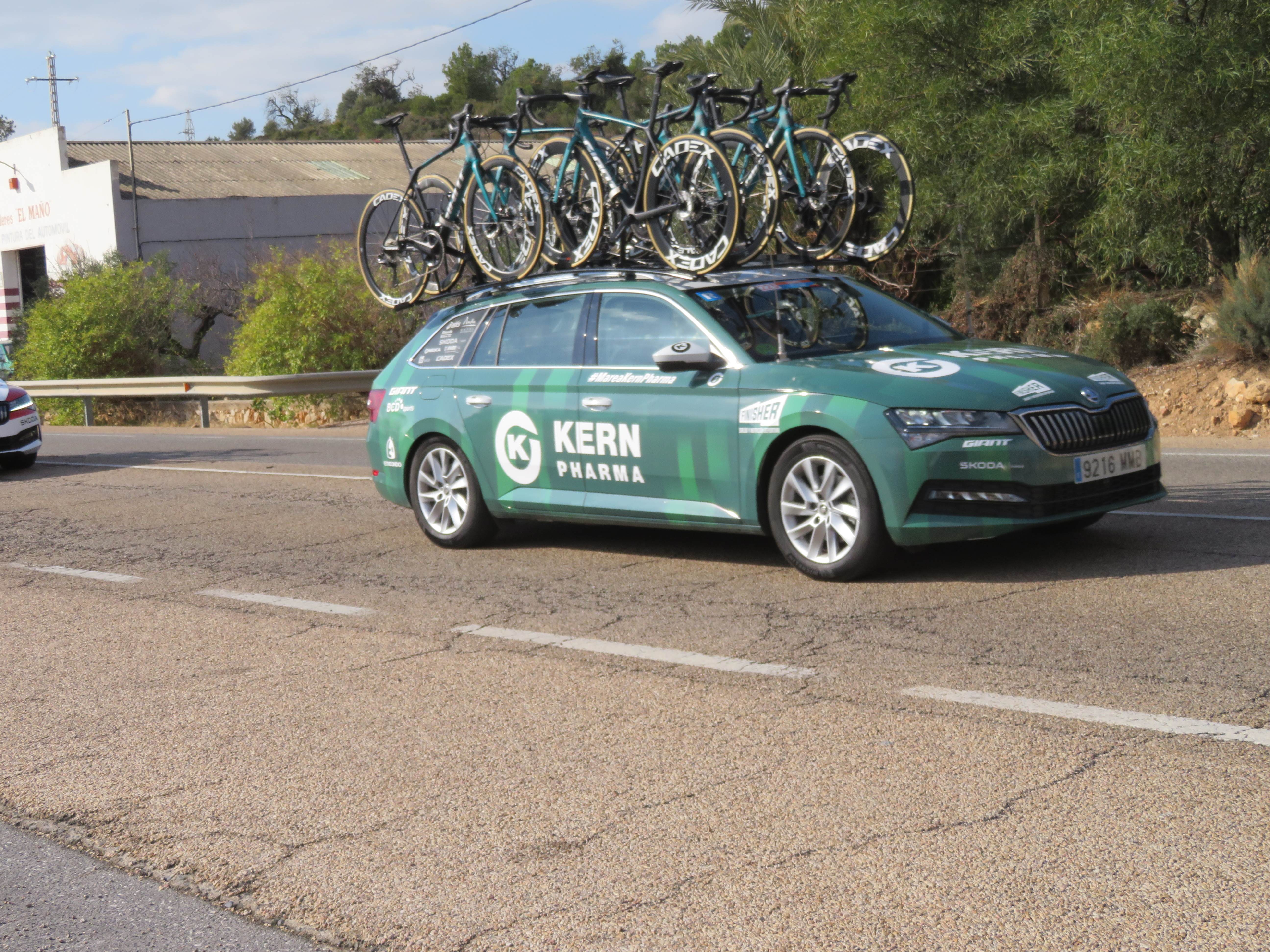
Ciclismo de competición en ruta, vehículo de apoyo a los ciclistas del equipo "Kern Pharma".

El Equipo Kern Pharma (código UCI: EKP) es un equipo ciclista español de categoría UCI ProTeam con sede principal en Orcoyen y Tarrasa, ciudad de donde proviene la empresa Kern Pharma. Participa en las divisiones de ciclismo de ruta UCI ProSeries, y los Circuitos Continentales UCI, corriendo asimismo en aquellas carreras del circuito UCI WorldTour a las que es invitado.

## Historia
Fue creado en 2020 por la Asociación Deportiva Galibier y su sede se encuentra en Orcoyen, Navarra, España donde ha tenido siempre como ámbito de actuación el ciclismo amateur siendo este equipo, y bajo el patrocinio de Kern Pharma laboratorio farmacéutico de Tarrasa, su primer equipo profesional.

## Corredor mejor clasificado en las Grandes Vueltas
| Año  | Giro de Italia | Tour de Francia | Vuelta a España       |
| ---- | -------------- | --------------- | --------------------- |
| 2020 | -              | -               | -                     |
| 2021 | -              | -               | -                     |
| 2022 | -              | -               | 26.º José Félix Parra |
| 2023 | -              | -               | -                     |
| 2024 | -              | -               | 17.º José Félix Parra |

## Equipo amateur
El equipo cuenta con el equipo amateur, Lizarte, en activo desde 1993. Y que ha sido el origen del equipo profesional.
Algunos de los ciclistas que estuvieron en categoría amateur con el equipo Lizarte y que tras pasar por sus filas dieron el salto a profesionales fueron: Joseba Beloki, Isidro Nozal, Andrey Amador, Richard Carapaz, Marc Soler u Óscar Rodríguez. Como curiosidad, el equipo contó en sus filas con Enric Pedrosa, hermano del piloto de MotoGP Dani Pedrosa.

## Material ciclista
El equipo utiliza bicicletas Giant, ruedas y componentes Cadex.

## Clasificaciones UCI
A partir de 2005 la UCI instauró los Circuitos Continentales UCI, donde el equipo está desde que se creó en 2018, registrado dentro del UCI Europe Tour.

### UCI Europe Tour
| Temporada | Clasificación por equipos | Mejor corredor | Puesto |
| 2020      | 26.º                      | Enrique Sanz   | 359.º  |
| 2021      | 19.º                      | Roger Adriá    | 196.º  |
| 2022      | 25.º                      | Roger Adriá    | 327.º  |
| 2023      | 10.º                      | Roger Adriá    | 138.º  |

## Palmarés
Para años anteriores, véase Palmarés del Equipo Kern Pharma

### Palmarés 2025

#### UCI WorldTour
| Fechas | Carreras | Ganador |

#### UCI ProSeries
| Fechas        | Carreras                           | Ganador       |
| 22 de febrero | 4.ª etapa de la Vuelta a Andalucía | Diego Uriarte |

#### Circuitos Continentales UCI
| Fechas      | Circuito             | Carreras                   | Ganador           |
| 24 de enero | UCI Europe Tour 2025 | Clásica Campo de Murviedro | Urko Berrade      |
| 27 de julio | UCI Europe Tour 2025 | Vuelta a Castilla y León   | Haimar Etxeberria |

#### Campeonatos nacionales
| Fechas | Carreras | Ganador |

## Plantilla
Para años anteriores, véase Plantillas del Equipo Kern Pharma

### Plantilla 2025
| Nombre                 | Nacimiento | Nacionalidad | Equipo 2024                       |
| Ibai Azanza            | 22/02/2004 | España       | Equipo Kern Pharma (stagiaire)    |
| Hugo Aznar             | 01/12/2003 | España       | Equipo Kern Pharma                |
| Unai Aznar             | 26/07/2002 | España       | Equipo Kern Pharma                |
| Urko Berrade           | 28/11/1997 | España       | Equipo Kern Pharma                |
| Marc Brustenga         | 04/09/1999 | España       | Equipo Kern Pharma                |
| Pablo Carrascosa       | 07/10/2002 | España       | Equipo Kern Pharma (stagiaire)    |
| Iván Cobo              | 02/01/2000 | España       | Equipo Kern Pharma                |
| Íñigo Elosegui         | 06/03/1998 | España       | Equipo Kern Pharma                |
| Haimar Etxeberria      | 08/09/2003 | España       | Equipo Kern Pharma (stagiaire)    |
| Miguel Ángel Fernández | 21/03/1997 | España       | Equipo Kern Pharma                |
| Francisco Galván       | 01/12/1997 | España       | Equipo Kern Pharma                |
| Nil Gimeno             | 21/04/2004 | España       | Neo (Equipo Finisher-Kern Pharma) |
| Jorge Gutiérrez        | 23/09/2002 | España       | Equipo Kern Pharma                |
| Unai Iribar            | 12/06/1999 | España       | Equipo Kern Pharma                |
| Pau Miquel             | 20/08/2000 | España       | Equipo Kern Pharma                |
| José Félix Parra       | 16/01/1997 | España       | Equipo Kern Pharma                |
| Mikel Retegi           | 27/04/2001 | España       | Equipo Kern Pharma                |
| Ibon Ruiz              | 30/01/1999 | España       | Equipo Kern Pharma                |
| Iván Ramiro Sosa       | 31/10/1997 | Colombia     | Movistar Team                     |
| Antonio Jesús Soto     | 24/12/1994 | España       | Equipo Kern Pharma                |
| Diego Uriarte          | 26/10/2001 | España       | Equipo Kern Pharma                |
| Mats Wenzel            | 19/12/2002 | Luxemburgo   | Lidl-Trek Future Racing           |

Stagiaires

Desde el 1 de agosto, los siguientes corredores pasaron a formar parte del equipo como stagiaires (aprendices a prueba).
| Corredor    | Nacimiento | Nacionalidad | Equipo 2025                 |
| ----------- | ---------- | ------------ | --------------------------- |
| Iker Gómez  | 27/03/2006 | España       | Equipo Finisher-Kern Pharma |
| César Pérez | 23/11/2004 | España       | Equipo Finisher-Kern Pharma |
| Unai Ramos  | 24/09/2005 | España       | Equipo Finisher-Kern Pharma |